# Humphrey Henchman
Humphrey Henchman (1592-1675) est un membre du clergé de l'Église d'Angleterre qui est évêque de Londres de 1663 à 1675.

## Biographie
Il est né à Burton Latimer (ou peut-être à proximité de Barton Seagrove), Northamptonshire, le fils de Thomas Henchman, un écorcheur, et fait ses études au Christ's College, Cambridge, où il obtient un BA en 1613 et une MA en 1616. Il devient membre du Clare College de Cambridge en 1617.
En 1630, il épouse Ellen Lowe, nièce de John Davenant, qui est évêque de Salisbury de 1621 à 1641. Parallèlement à ces relations, sa femme apporte des biens considérables de son premier mariage, qui lui permettent de vivre dans un certain confort. Ils ont trois fils et deux filles qui arrivent jusqu'à l'âge adulte; son petit-fils, un autre Humphrey, est un éminent avocat qui défend Henry Sacheverell en 1710 et aide à rédiger le traité d'Utrecht de 1713.

## Carrière
Nommé chanoine de la cathédrale de Salisbury en 1623, sa vie change radicalement lorsque la première guerre civile anglaise éclate en 1642 et qu'il rejoint les forces royalistes. Il est expulsé de son poste à Salisbury et ses biens sont confisqués. Il aide le futur Charles II à s'échapper du pays après la bataille de Worcester de 1651 et participe au soulèvement de Penruddock en 1655. Lors de la restauration de 1660, il est nommé évêque de Salisbury - il est élu au siège le 4 octobre 1660, confirmé le 23 octobre et consacré évêque le 28 octobre – et en 1663 transféré comme évêque de Londres, où il vit à la fois la Grande Peste et le Grand Incendie.
Il est nommé conseiller privé et aumônier du roi. En mars 1665, il est élu membre de la Royal Society.